# Meldon (Northumberland)
 (juin 2023).
Meldon est une paroisse civile et un village du Northumberland, en Angleterre.